# Орден на Белия орел
Орденът на Белия орел (на полски: Order Orła Białego) е най-старото и най-високото държавно отличие на Република Полша. Връчва се от президента на цивилни и военни лица за бележити заслуги към Полша.
Учреден е от крал Август II Силни на 1 ноември 1705 г.